# Henri Kahudi
Henri Kandolo Okonda Kahudi (Kinshasa, 8 gennaio 1991) è un ex cestista della Repubblica Democratica del Congo con cittadinanza francese.
È il fratello minore di Charles Kahudi.